# 배타적 경제 수역

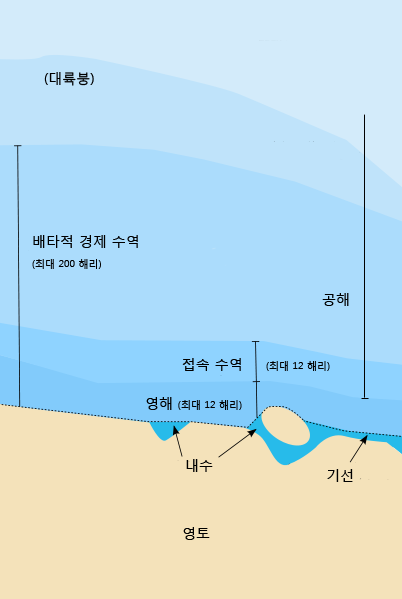
국제법 UNCLOS에 따른 바다의 구분

배타적 경제 수역(排他的經濟水域, 영어: Exclusive Economic Zone, EEZ)은 해양법에 관한 국제 연합 협약(UNCLOS)에 근거해서 설정되는 경제적인 주권이 미치는 수역을 가리킨다. 연안국은 유엔 해양법 조약에 근거한 국내법을 제정하는 것으로 자국의 연안으로부터 200해리(약 370km)의 범위 내의 수산자원 및 광물자원 등의 비생물자원의 탐사와 개발에 관한 권리를 얻을 수 있는 대신 자원의 관리나 해양 오염 방지의 의무를 진다. 하지만 영해와 달리 영유권이 인정되지 않아 경제 활동의 목적이 없으면 타국의 선박 항해가 가능하다. 통신 및 수송을 위한 케이블이나 파이프의 설치도 가능하다.

## 배타적 경제 수역의 설정
배타적 경제 수역은 기본적으로 공해이며 따라서 그 어떤 나라에도 속하지 않지만, 자원의 채취 및 조사와 같은 제한적인 사안에 한해 연안국의 권리가 우선적으로 인정되는 곳이다. 접속수역과 달리 사법 처리를 위한 통제는 인정되지 않는다. 바다의 폭이 좁아 EEZ를 그림처럼 200 해리로 설정할 수 없는 경우에는 인접국끼리의 협상을 통해 수역을 적당히 나눠 갖는데, 이는 각국의 이권과 직결돼 있기에 분쟁의 소지가 되기도 한다.

## 대한민국과 주변 국가의 배타적 경제 수역 범위
대한민국과 일본, 중국은 서로 가까이 위치해 있어 별도의 어업 협정을 체결하였다. 1998년 대한민국은 신한일 어업협정을 체결하여 ‘한일 중간 수역’을 설정하였다. 하지만 독도와 그 영해를 한일 중간 수역이 둘러싸고 있어 이를 바로잡아야 한다는 의견이 많다. 독도 주변의 12해리는 대한민국의 영해이며, 한일 중간수역에 포함되지 않는다. 대한민국은 중국과 2001년 한중 어업 협정을 체결하고 함께 조업을 하는 ‘한중 잠정 조치 수역’을 지정하였다. 잠정 조치 수역이란 한중 양국이 공동으로 해양 자원의 보존을 위해 어선의 수를 제한하는 양적 관리를 실시하는 수역이다.
2017년 11월에 대한민국은 '제17차 한·중 어업공동위원회'와 '고위급 회담'을 통해 '2018년도 한·중 어업협상'을 타결했다. 이에 따르면 한·중 양국은 배타적경제수역 내 상대국 어선에 대한 입어규모를 1,500척으로 확정했다. 특히, 어획량이 많고 불법조업이 자주 일어나는 중국 쌍끌이저인망 어선을 12척 감축하고, 유자망 어선 8척, 선망 어선 20척도 감축하기로 했다. 또한, 연안 어족자원을 보호하기 위해 주요 어종의 산란, 서식지인 제주도 부근의 '대형트롤 금지구역선' 안에서 조업할 수 있는 중국 쌍끌이저인망 어선 척수를 50척에서 42척으로 감축하기로 합의했다. 한편, 한·일 어업협상의 수정 협상은 아직까지 타결이 지연되고 있다.
|                                   |
| 예시 - 배타적 경제수역과 공유수면 |

## 배타적 경제 수역을 많이 확보한 나라

세계 각국의 배타적 경제 수역, 짙은 파란색 범위

중화인민공화국, 일본, 미국, 인도네시아, 러시아, 오스트레일리아 등 나라면적이 넓고, 강대국들이 주로 배타적 경제 수역을 많이 확보하였다. 배타적 경제 수역이 가장 많은 나라는 프랑스다.
|  |  |

## 같이 보기
- 격외영토
- 공해
- 영해
- 접속수역
- 해양법에 관한 국제 연합 협약
- 한중어업협정(韓中漁業協定, Agreement on Fisheries between the Republic of Korea and the People's Republic of China)
- 잠정조치수역(暫定措置水域, Provisional Measures Zone, PMZ)
- 한일어업협정
- 한일어업협정 사건